# Tábor-kapu

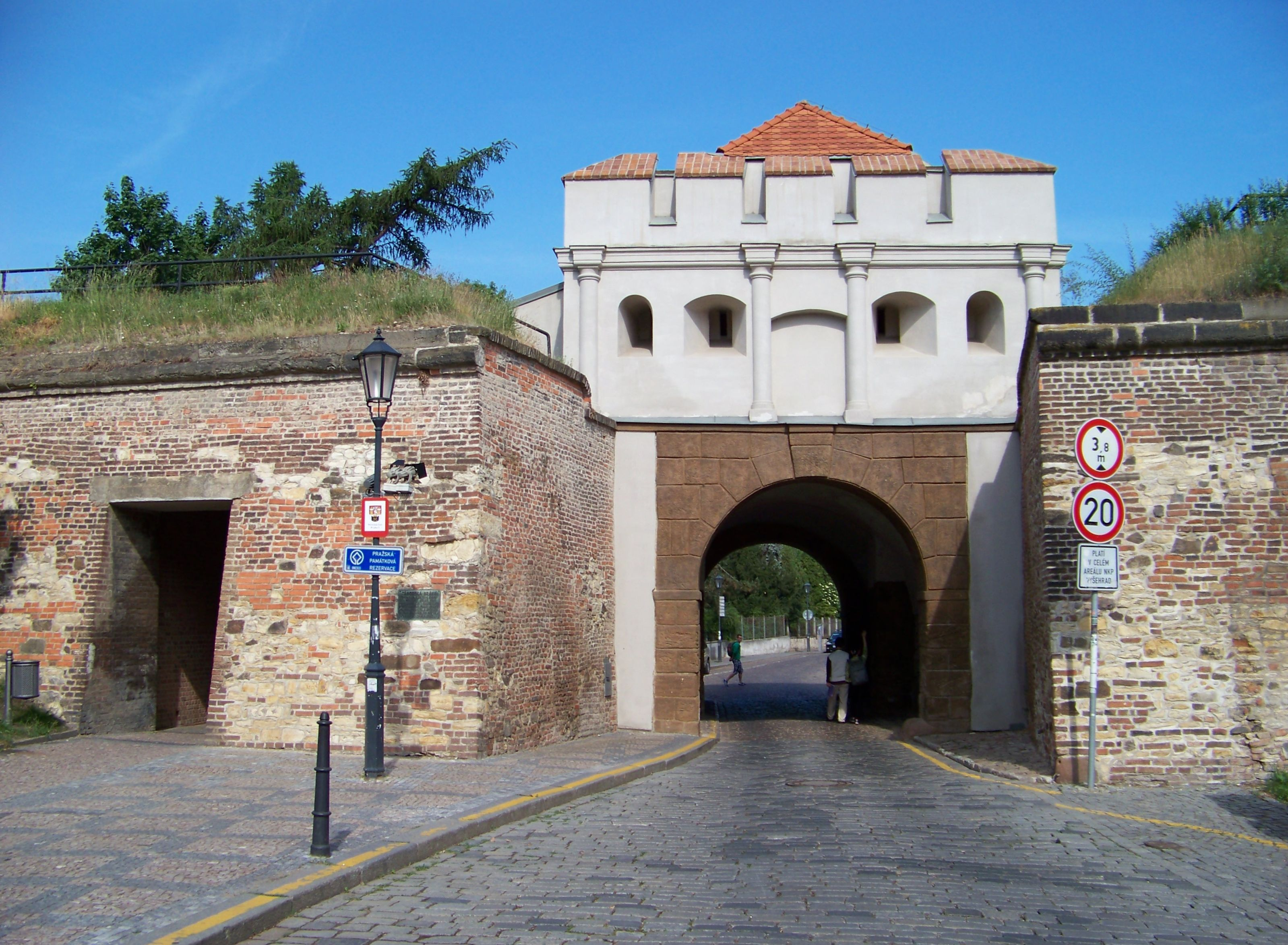

A Tábor-kapu (Táborská brána) a vyšehradi park (a hajdani vyšehradi vár) egyik kapuja. Nevét onnan kapta, hogy építésének idején innen vezetett az út a dél-csehországi Tábor városa felé; jelenleg Prága Pankrác negyede felé néz.

## Története
A vyšehradi várnegyed 1654-ben kezdett, katonai célú átalakításának részeként, egy régi, gótikus kapu helyén épült 1655-ben, és a Lipót-kapuhoz hasonlóan az egykori külső várba nyílt.